# Jonas Brothers: Live: Walmart Soundcheck CD+DVD
Jonas Brothers: Live: Walmart Soundcheck CD+DVD é o primeiro disco ao vivo dos Jonas Brothers, seu quinto álbum lançado com o selo Hollywood Records, e o terceiro álbum de 2009. Foi lançado dia 10 de Novembro, 2009 no E.U.A. somente na Wal-Mart por $9.00. Sem previsão de lançamento no Brasil.

## Faixas

### CD
- "S.O.S"
- "Poison Ivy"
- "Lovebug"
- "Paranoid"
- "Turn Right"
- "Burnin' Up"

### DVD
- "S.O.S"
- "Poison Ivy"
- "Lovebug"
- "Paranoid"
- "Turn Right"
- "Burnin' Up"
- Entrevista Exclusiva[1]